# 新高岡站
新高岡站（日语：／ Shin-takaoka eki */?）是位於日本富山縣高岡市下黒田，由西日本旅客鐵道（JR西日本）所營運的鐵路車站，有北陸新幹線和城端線在此交會。
在新幹線的列車安排上，主要由代替過去在北陸本線上行駛的特急列車的「劍」停靠本站，乘客能很方便前往敦賀轉乘前往近畿地區、或往富山轉乘「光輝」往東京、關東地區及東北地區。

## 歷史
新幹線的車站站體於2009年11月開始施工，2013年正式決定車站名稱採用「新高岡車站」，2014年完工，2015年隨著新幹線長野車站至金澤車站之間路段的通車而開始營運，同時城端線的月台也開始啟用。

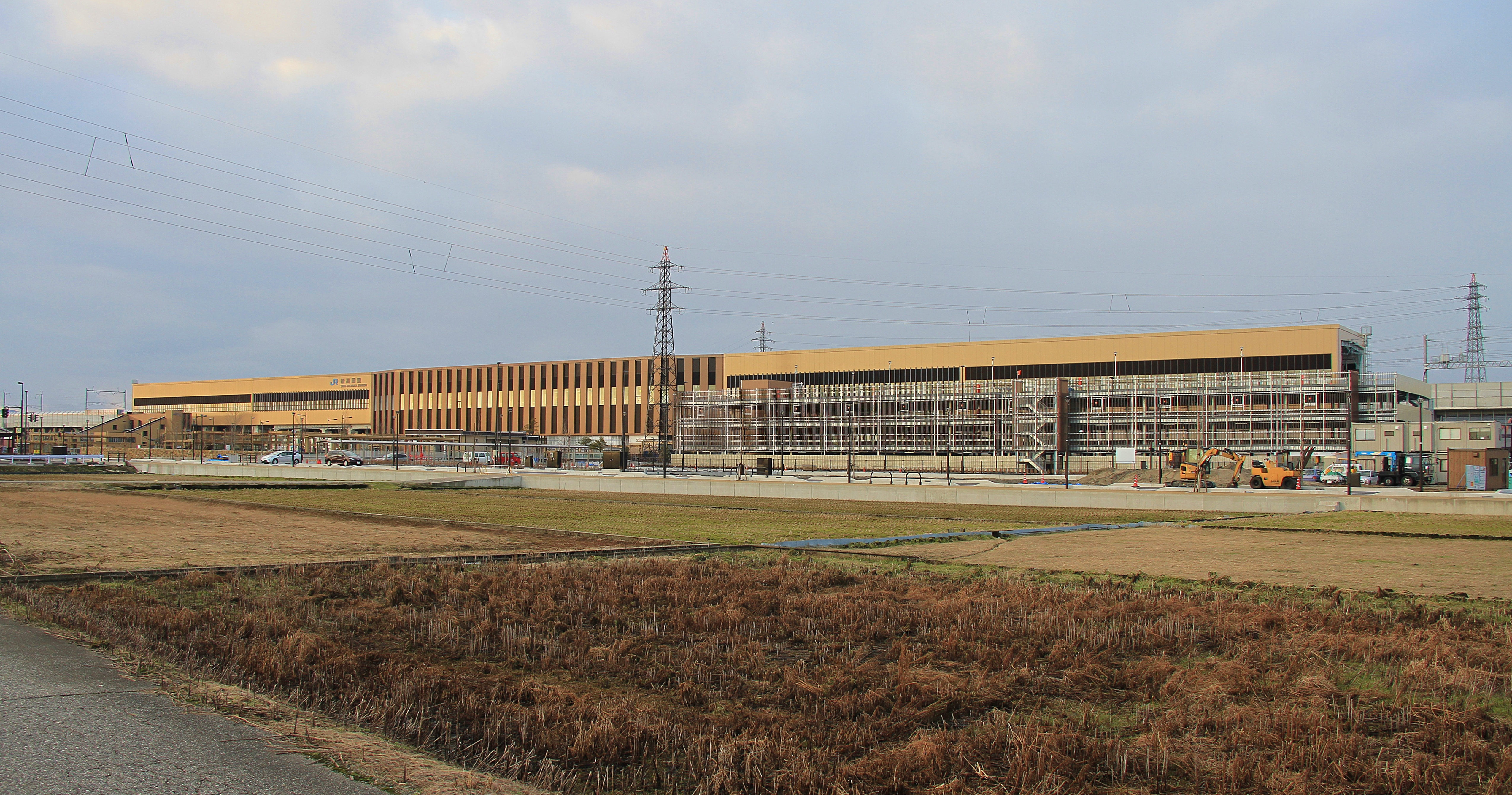
2015年啟用前的新高岡車站

## 車站構造
新幹線的月台與城端線的月台採閘口外轉乘，甚至兩邊的月台也未在同一車站站舍內，必須走出站舍再跨越車道才能往返。

### 新幹線

#### 站房
車站站舍外牆採用象徵高岡銅器的棕色，搭配瑞龍寺的迴廊與金屋町古民家使用的縱向格子造型，設有南口及北口兩個出口，兩出口之間為公眾自由通道，在自由通道中間擺放了1座以青銅鑄成的「高岡大兜」，為依據加賀藩2代藩主前田利長作戰時所配帶的頭盔（稱為「兜」）所設計。
西側為附設高岡工藝品銷售的高岡市觀光資訊中心、便利商店，東側為設有閘機的驗票入口，靠近南口另設有一小型店舖，發售車站便當，東側靠近北側為票務櫃位、綠窗口服務中心及站務室，並且設有自動售票機。通過閘口後，可前往洗手間及等候室，或沿扶手電梯、樓梯或升降機前往2樓的月台區。
新幹線月台為2面2線的高架側式月台，可對應12節編組列車，只在升降機旁設有候車室及吸煙室。而月台邊沿部份亦全部裝配了半身密封式圍欄及深褐色的自動閘門，有鑑部份列車會高速通過本站，為安全起見，圍欄並未如富山站或金澤站般全部採用玻璃，大部份均改回以一般的金屬圍板替代。
另外，用於月台的發車音樂，JR西日本原本打算跟隨高岡站，採用相同以高岡銅器所製造的磬所敲奏的音樂，但高岡市政府向JR西日本提出採用新的音樂並獲得接納，因而使用出身於小矢部市的作曲家暨雅樂太田豐氏所創作及演奏，並配以太鼓及絃樂伴奏，全段音樂皆採用真實樂器演奏，與其餘車站採用電腦音樂大不相同。

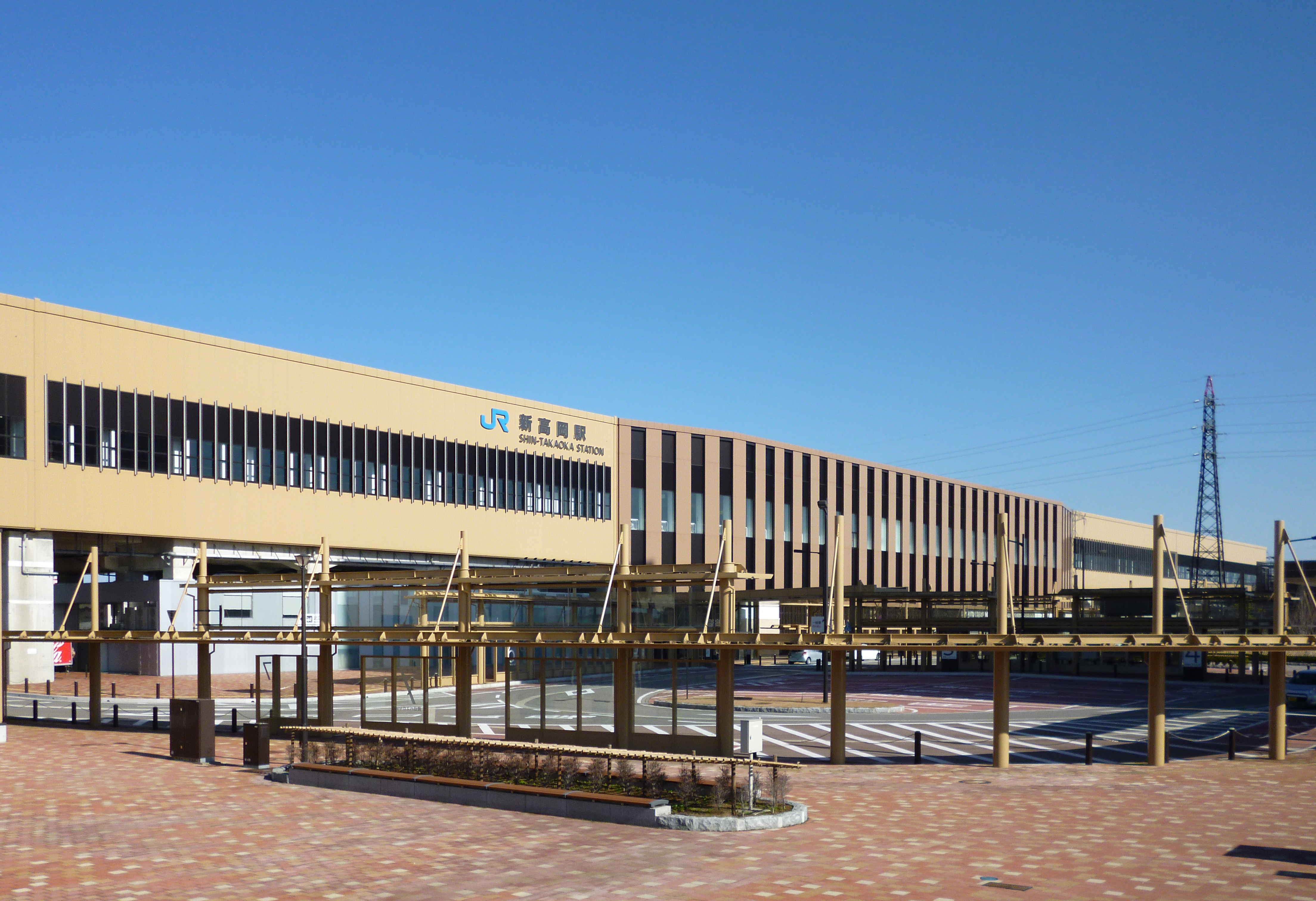
站舍南口外觀
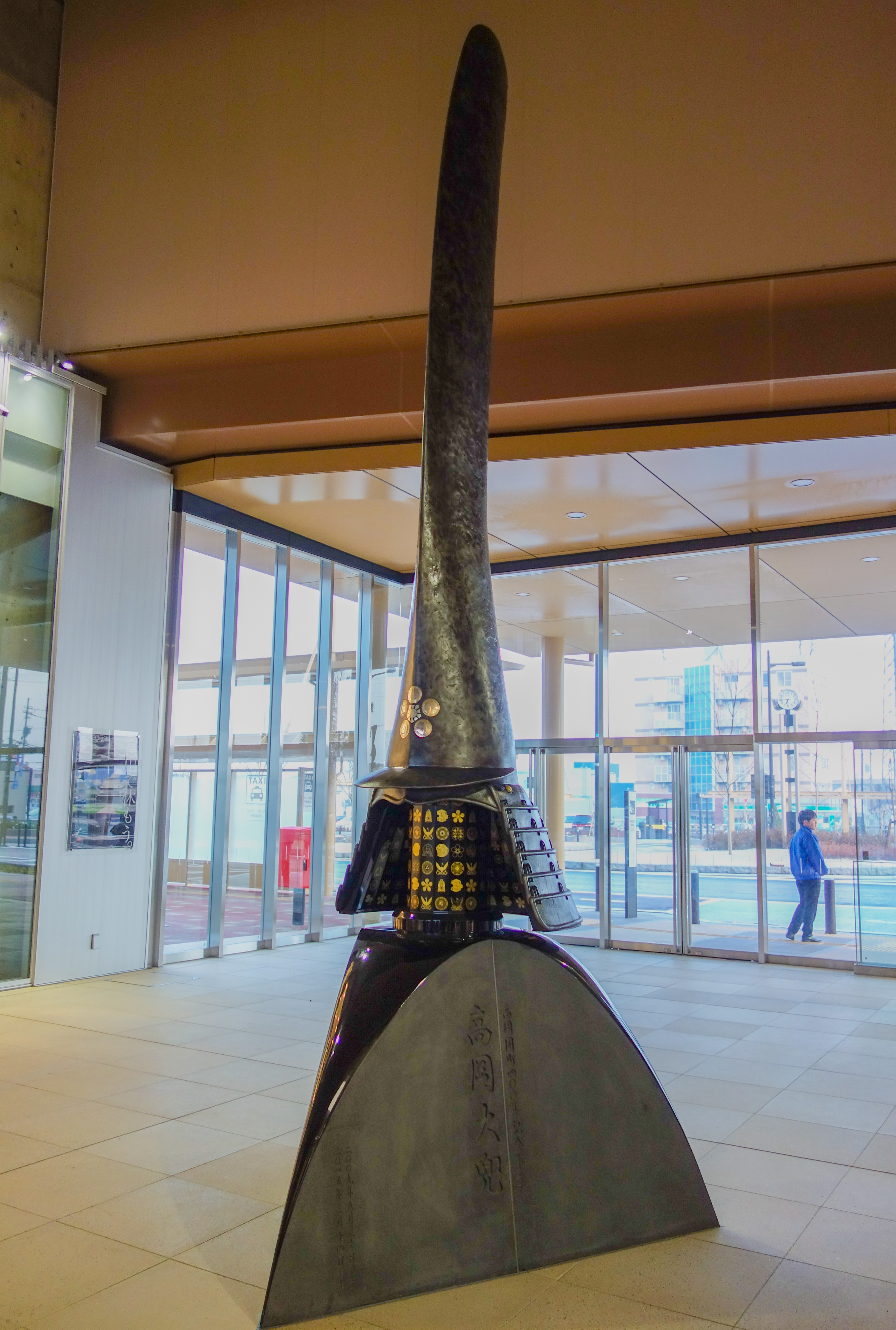
放置於站內自由通道中央的高岡大兜。

#### 月台配置

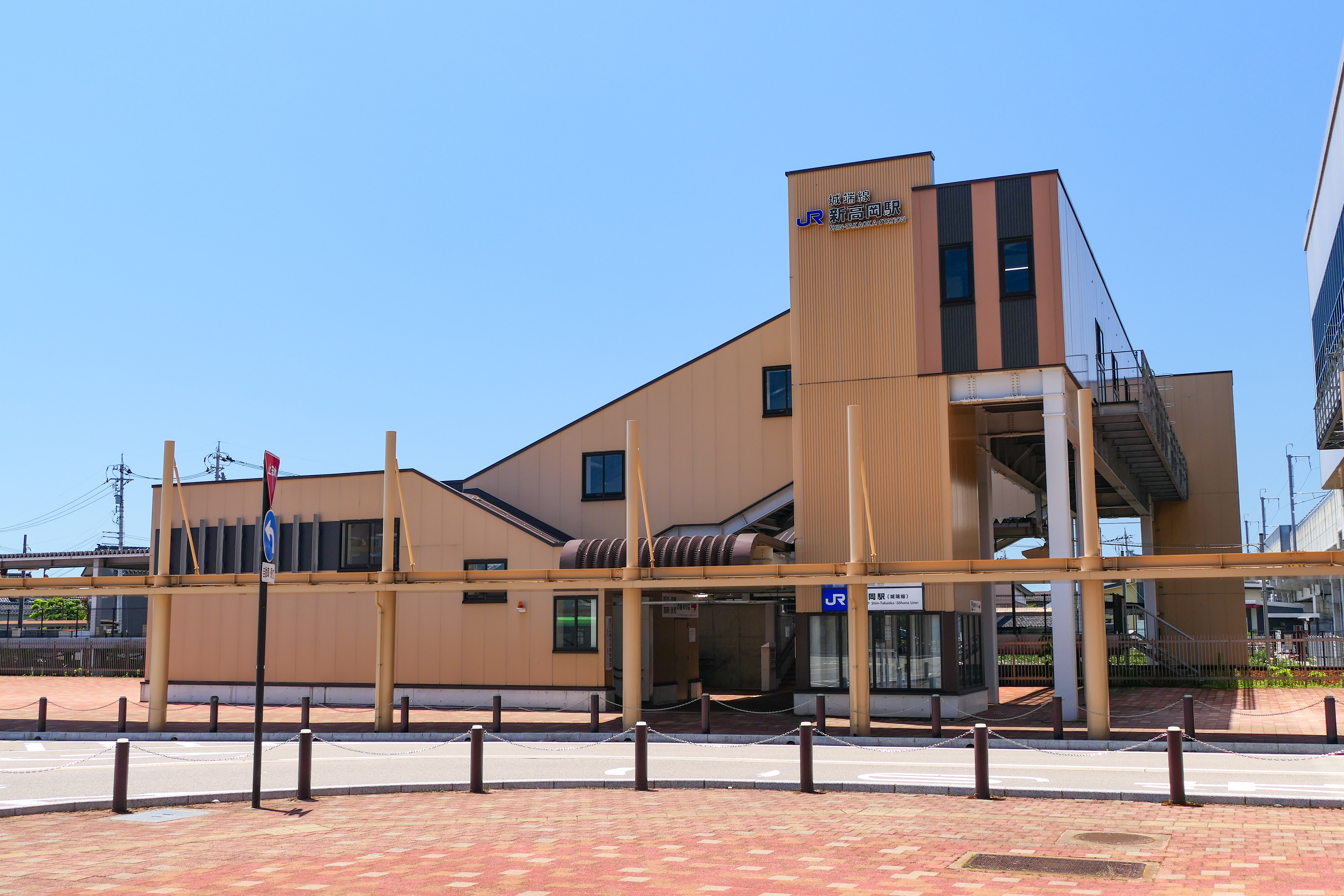
城端線站舍外觀
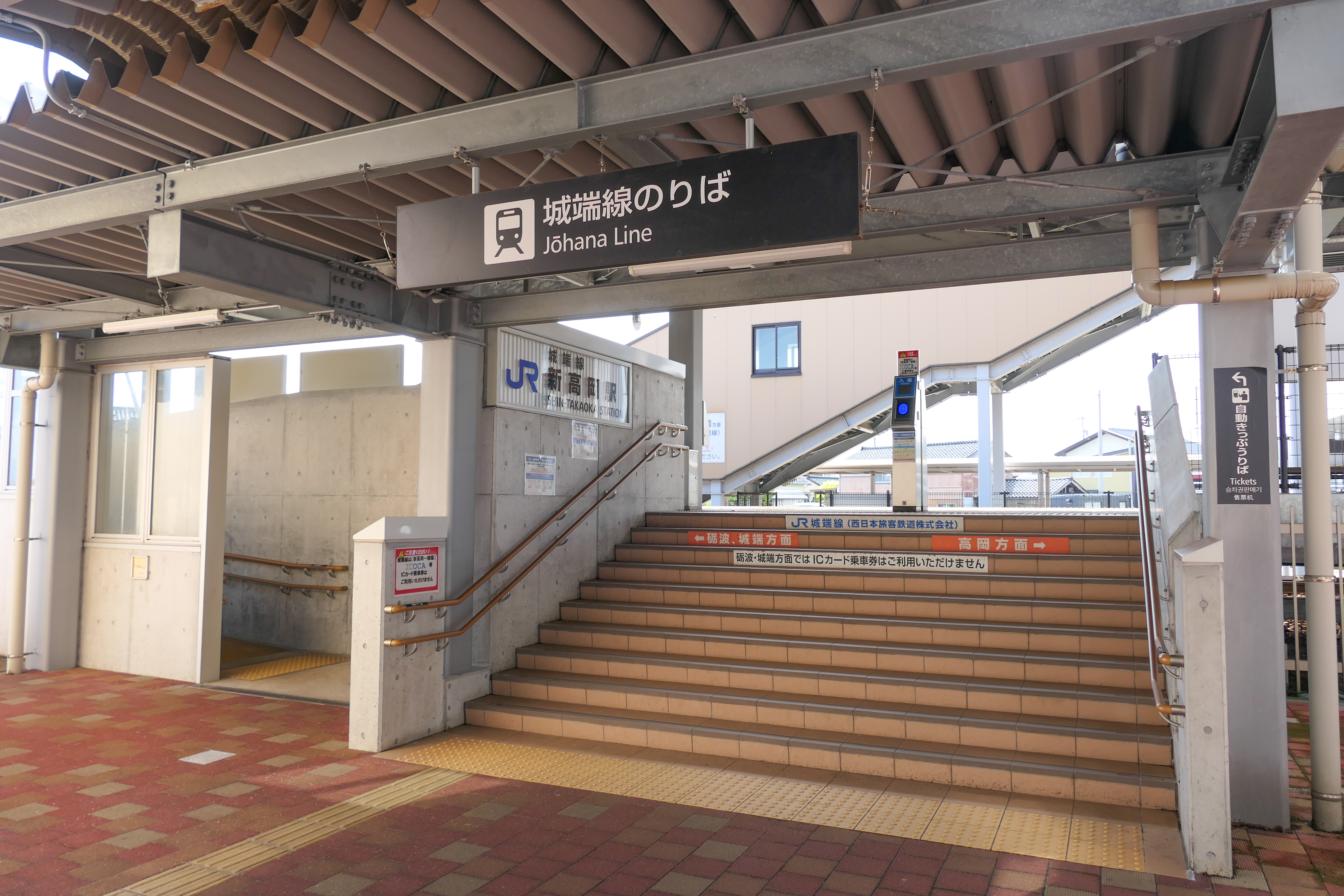
城端線驗票口
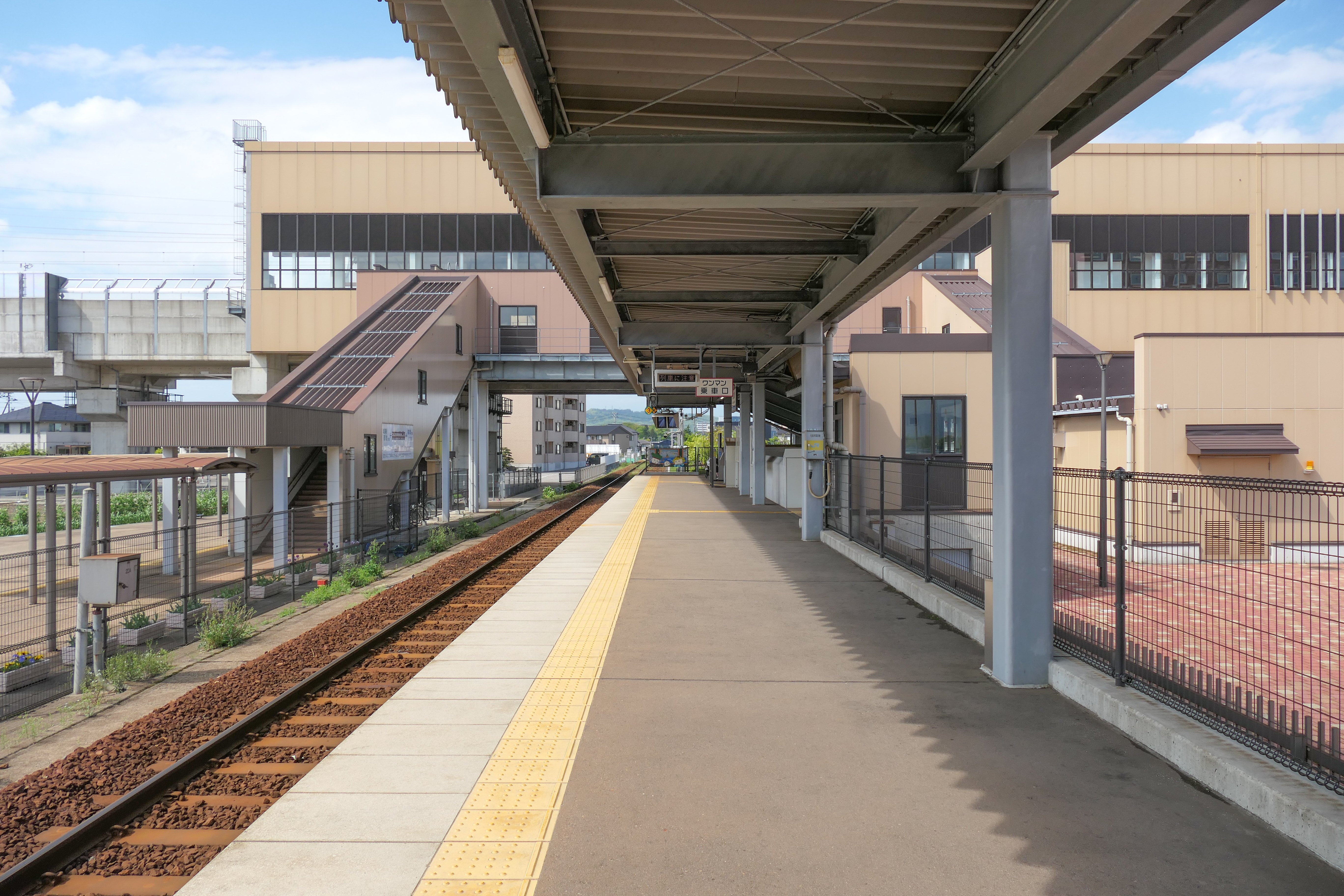
城端線月台

| 月台 | 路線       | 方向 | 目的地                 |
| ---- | ---------- | ---- | ---------------------- |
| 1    | 北陸新幹線 | 上行 | 往富山、長野、東京方向 |
| 2    | 北陸新幹線 | 下行 | 往金澤方向             |

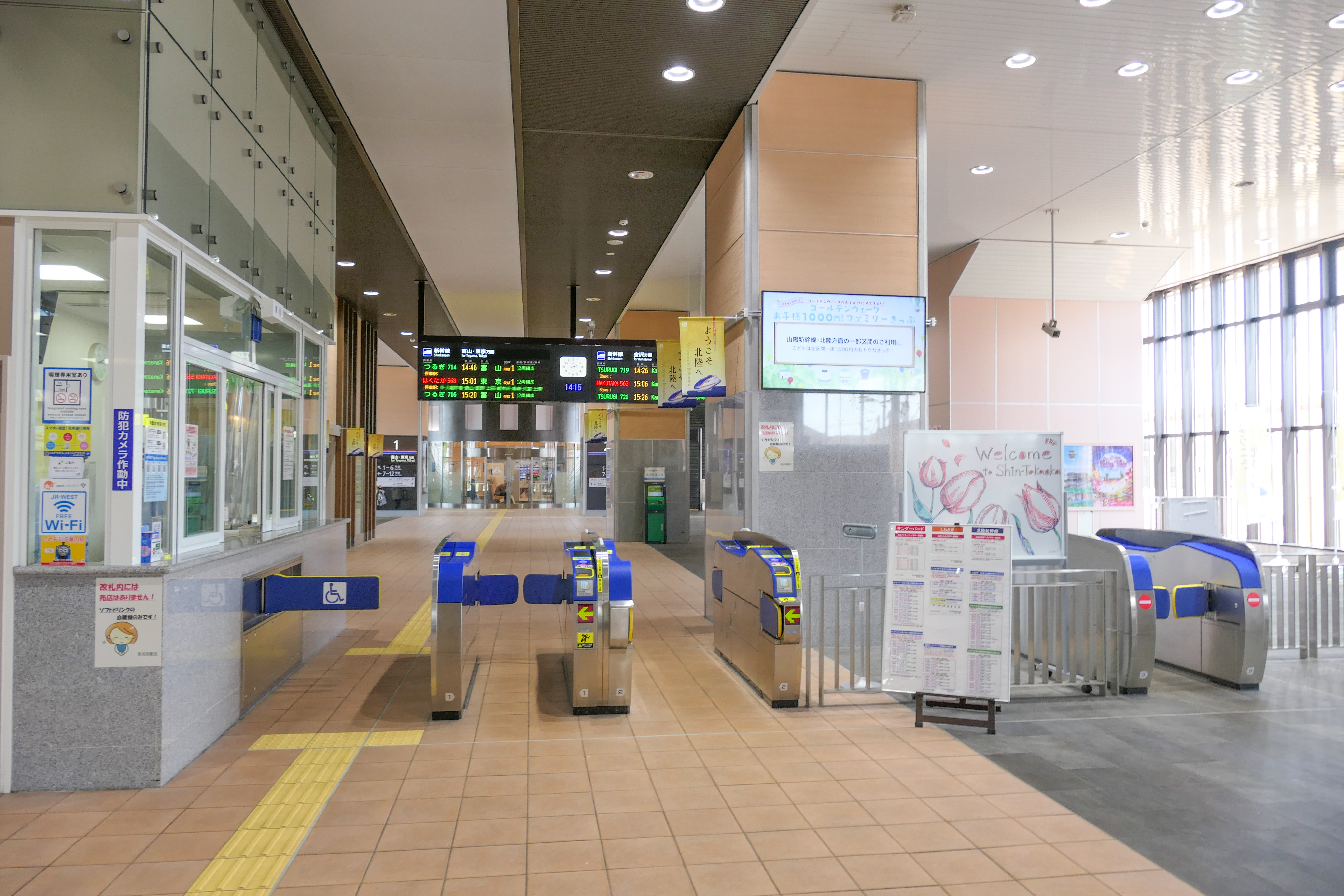
新幹線驗票口
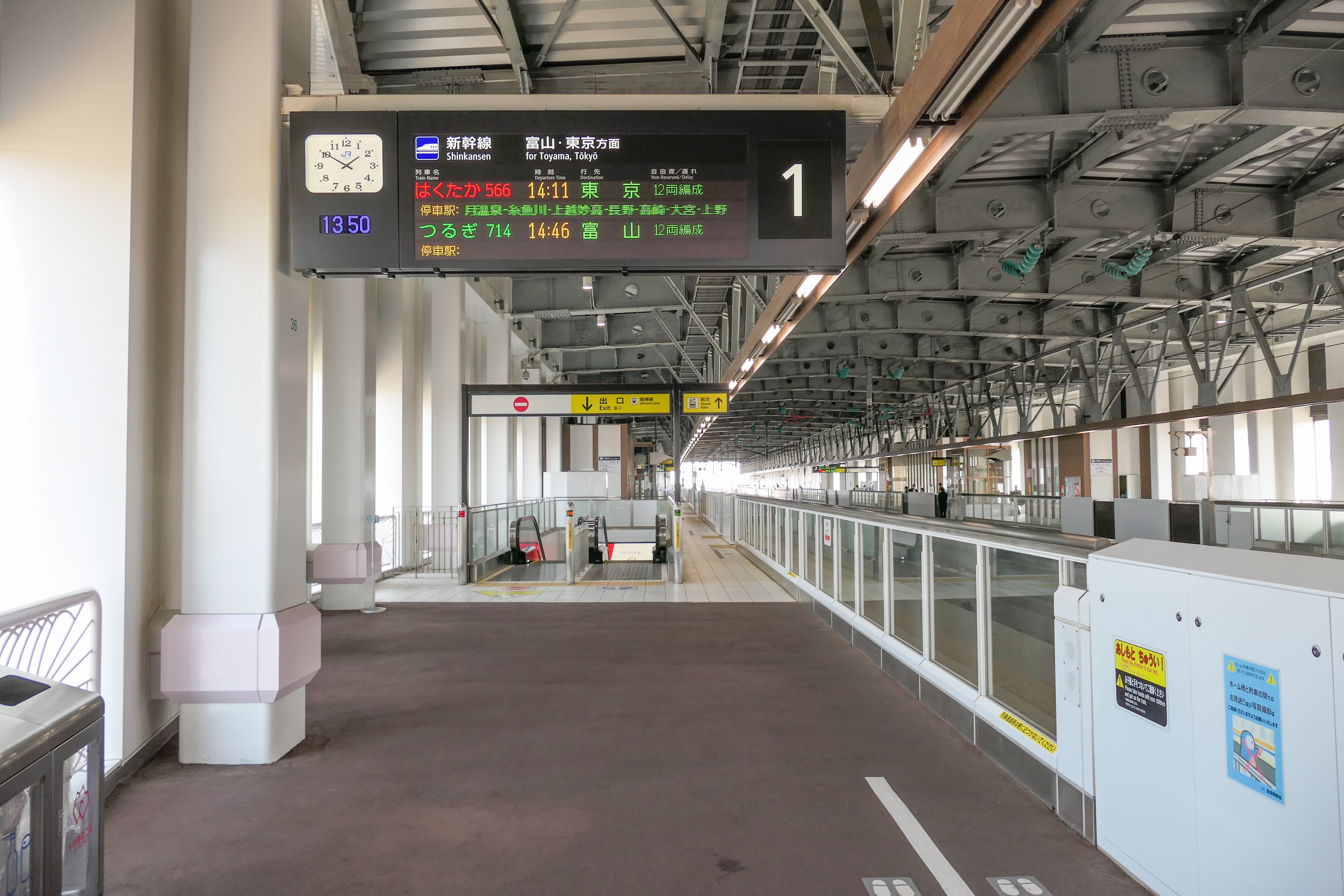
新幹線使用往富山方向的1號月台
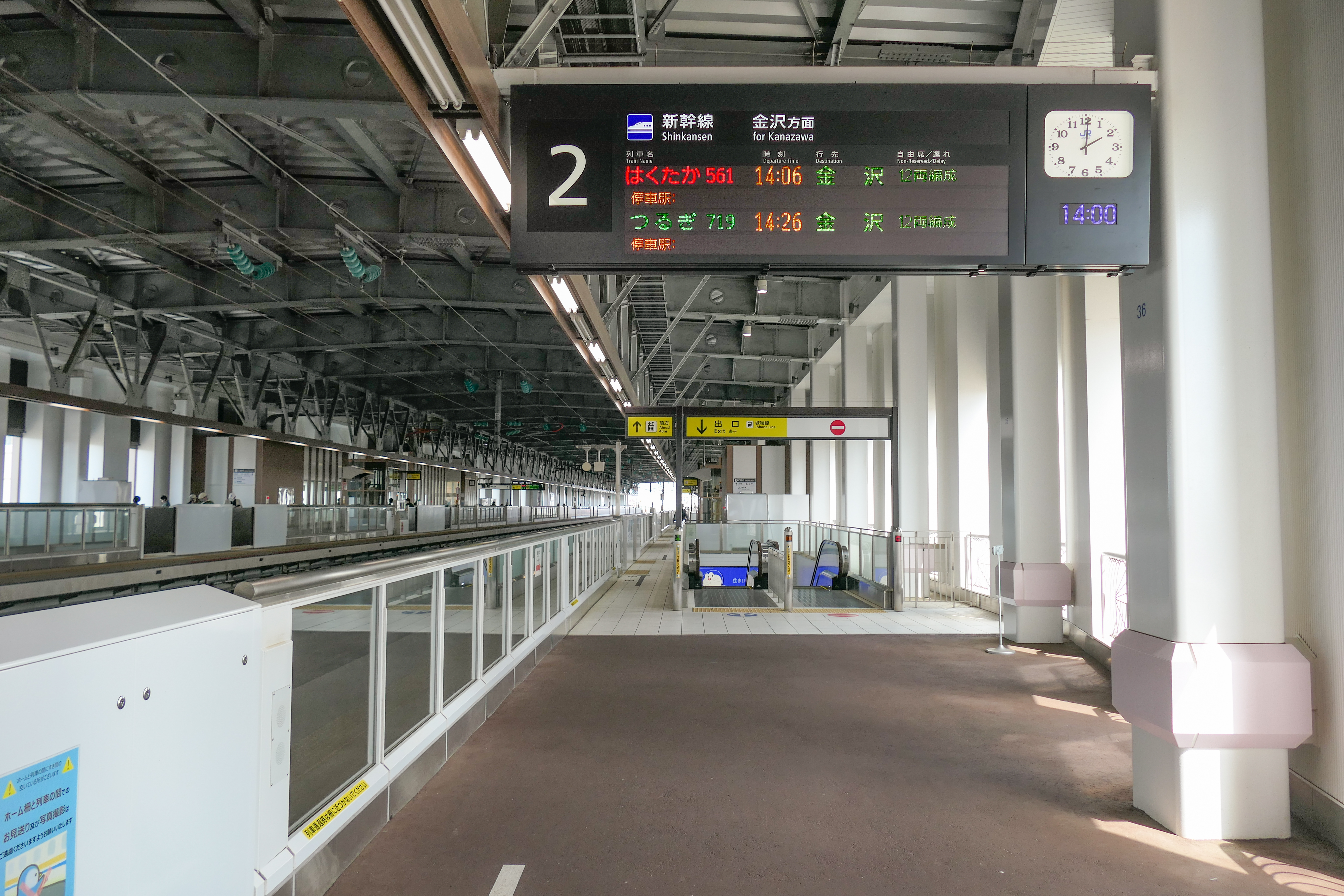
新幹線使用往金澤方向的2號月台

### 在來線
城端線的站房為地面車站，位於新幹線主車站的西側，月台位於站房的南側，為1面1線的島式月台。
車站屬於無人車站，入口位於行人天橋下方，同時備有樓梯及無障礙斜道，進入後即為月台部份，入口只有水泥牆壁及相對簡陋的燈箱站牌一個，沒有閘口。
全月台均設有上蓋，有效長度為4輛，月台上設有附設座椅的室內候車室。列車停靠時，往高岡方向為右側上下車；往城端方向為左側上下車。

#### 月台配置
| 路線    | 方向 | 目的地     | 備註 |
| ------- | ---- | ---------- | ---- |
| ■城端線 | 上行 | 往高岡方向 |      |
| ■城端線 | 下行 | 往城端方向 |      |

- 城端線站舍外觀
- 城端線驗票口
- 城端線月台

## 使用人數
| 推算乘車人員 | 推算乘車人員 | 推算乘車人員 |
| 年度         | 1日平均人數  |              |
| ------------ | ------------ | ------------ |
| 2014年       | 3,139        |              |
| 2015年       | 1,929        |              |
| 2016年       | 1,989        |              |
| 2017年       | 2,045        |              |
| 2018年       | 2,074        |              |

## 相鄰車站
西日本旅客鐵道（JR西日本）
北陸新幹線
富山－新高岡－金澤
■城端線
■觀光列車「瑰麗山海號」、臨時快速「鬱金香號」（只限3/5-5/5）
高岡 － 新高岡 － 礪波
■普通列車
高岡－新高岡－二塚

## 外部連結
- JR西日本新高岡站公式網頁。 （页面存档备份，存于）（日語）